# Jean Jannon

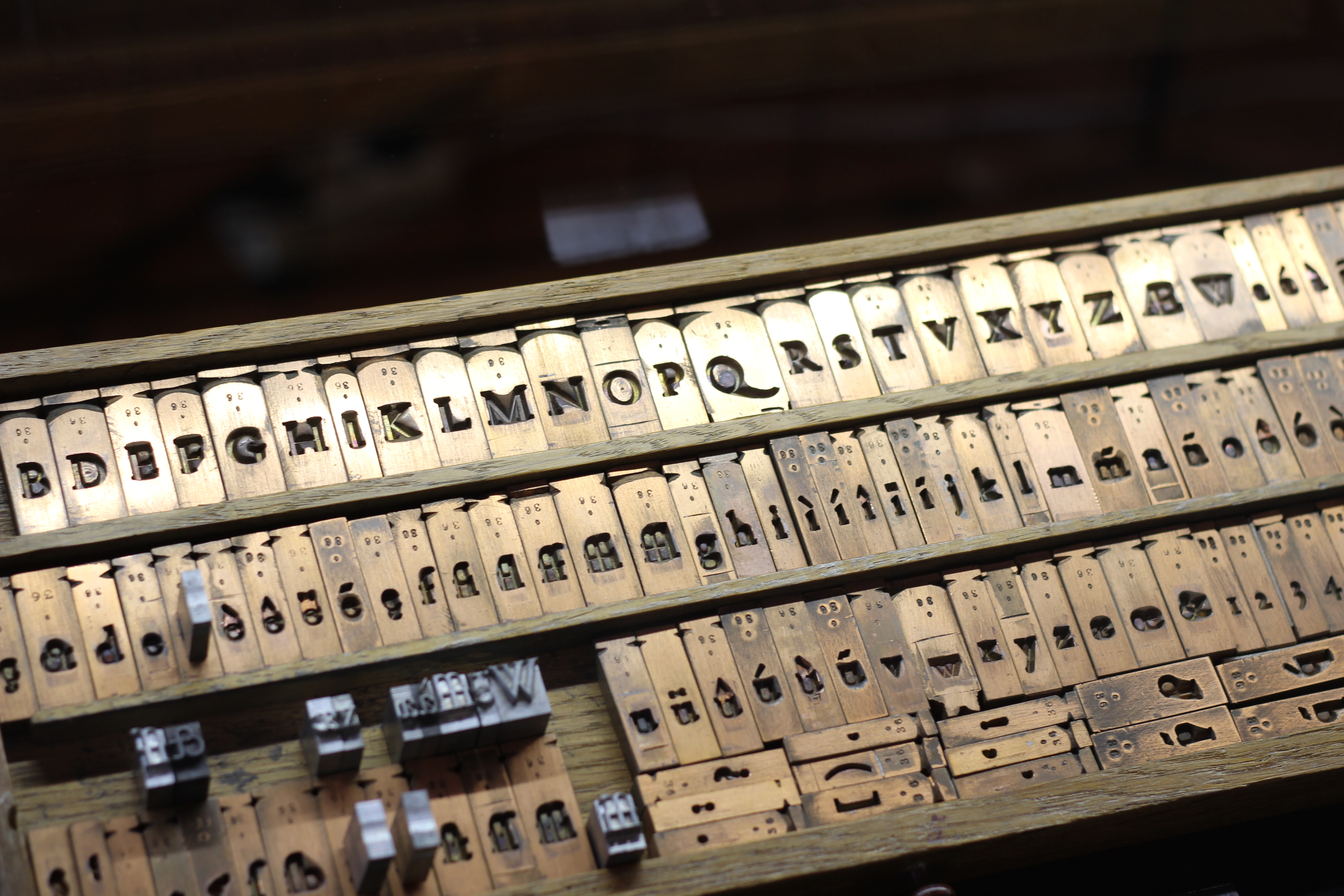
Originalmatrizen der Caractères de l'université

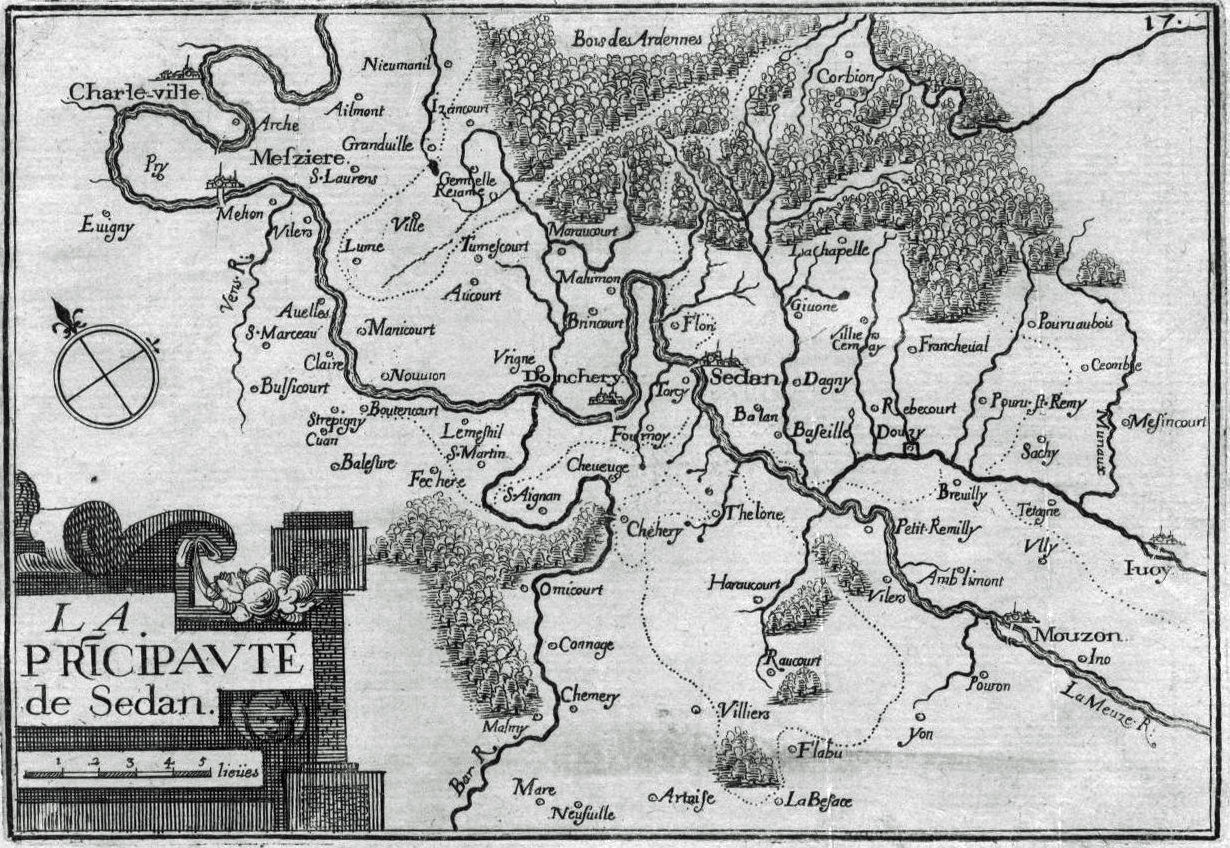
Karte des protestantischen Fürstentums Sedan

Jean Jannon (alternative Namensschreibweisen Iean Iannon, Joannes Jannonus, Jean Janon und Joannes Janonus; geboren 1580 in Genf oder allgemein der Romandie, gestorben 1658 in Sedan) war ein französischer protestantischer Drucker, Schriftgestalter, Stempelschneider und Schriftgießer, der in Sedan, Paris und Caen tätig war. Bekannt wurde er durch seine Schrift Caractères de l’Université sowie den Umstand, dass diese Schrift später irrtümlich Claude Garamond zugeschrieben wurde – ein Umstand, der sich erst in den 1920er-Jahren aufklärte.

## Leben

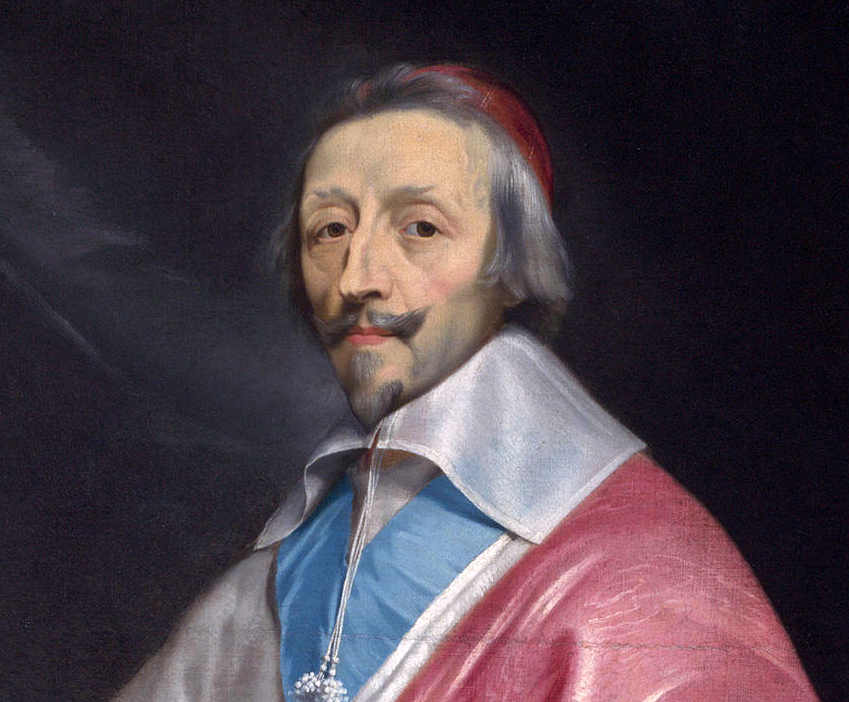
Bestimmende Figur der französischen Politik in der ersten Hälfte des 17. Jahrhunderts: Kardinal Richelieu

Eine Reihe Punkte in der Vita Jannons sind entweder nur bruchstückhaft bekannt oder aber Gegenstand unterschiedlicher Deutungen. Mit hoher Wahrscheinlichkeit steht fest, dass er seine Ausbildung zum Buchdrucker in Genf absolvierte. Ebenso, dass er als Buchdrucker-Geselle in Lausanne, Basel, Süddeutschland sowie in der Pariser Druckerei Estienne arbeitete. Sein dortiger Arbeitgeber war vermutlich Robert Estienne III, ein Enkel des Druckdynastie-Mitbegründers Robert Estienne. Aufgrund seiner calvinistischen Gesinnung hatte dieser Paris Mitte der 1550er-Jahre verlassen; seine Söhne hatten allerdings – gegen den Willen des Vaters – den Druckereibetrieb in Paris wieder re-etabliert.
Um das Jahr 1610 übersiedelte Jannon in das nordostfranzösische Sedan. Sedan war nicht nur eine der Hochburgen des französischen Protestantismus. Als Fürstentum am Rand des französischen Machtbereichs genoss die Region eine prekäre Form politischer Autonomie. Ob Jannon aus politisch-religiösen Gründen nach Sedan zog, wegen Arbeitsmangel oder aufgrund persönlicher Konflikte, ist nicht zweifelsfrei zu bestimmen. Pierre de L’Estoile, ein damaliger Zeitchronist, hielt in seinem Tagebuch fest, dass Jannon bei hugenottischen Behörden auf Ablehnung gestoßen sei, weil er den Druck eines katholischen Propagandawerks übernommen habe. Laut L’Estoile sei Jannon verärgert gewesen über diese Angelegenheit und habe in dem Zug auch die Äußerung getätigt, die Hugenotten wären – seien sie erst einmal an der Macht – möglicherweise noch schlimmer als die Jesuiten.
In erster Ehe war Jean Jannon mit Anne de Quingé verheiratet, die 1618 starb. Zwei Jahre später heiratete er Marie Demangin, die zuvor ihren Mann verlassen hatte. Der Wiederverheiratung Demangins wurde laut einem Bericht des Rats der reformierten Kirche von Mainz das kirchliche Placet erteilt – wobei der Bericht das Verhalten von Demangins früherem Ehemann als eine nachgewiesene Reihe von „Ehebrüchen, Polygamie und Ausschweifungen“ charakterierte. In Sedan begann Jannon eine Karriere als Drucker für die protestantische Akademie. Etwa zur gleichen Zeit startete er dort seine zweite Karriere – als Entwerfer und Produzent von Schriften. 1615 entwickelte er die erste eigene Schrift-Garnitur. Neben dem ökonomischen Grund, so nicht mehr der Notwendigkeit ausgesetzt zu sein, Schriften aus Deutschland, Holland oder Paris zukaufen zu müssen, gab es auch einen praktischen: Die damals üblichen Stempel waren recht schnell verschlissen – was mehr oder weniger aufwändige Restaurierungsarbeiten zur Folge hatte.
1640 zog Jannon zurück nach Paris, um nach dem Tod seines Sohns Antipas dessen Werkstatt zu übernehmen. In Paris betätigte sich Jannon als Buchdrucker, Schriftschneider sowie Kompagnon des in Caen geborenen Buchdruckers und Buchhändlers Pierre de Cardonell. Alleine oder zusammen mit de Cardonell betrieb neben seiner Pariser Werkstatt eine zusätzliche Offizin in der Hugenotten-Hochburg Caen. Trotz seiner religiösen Ansichten kaufte die königliche Druckerei Frankreichs 1641 von ihm Matrizen, Formen zum Gießen von Metalltypen, für drei große Schriftgrößen. Die aus dem Auftrag entstandene Schrift – bekannt geworden unter dem Namen Caractères de l'Université – war eine Weiterentwicklung seiner 1615 begonnenen Petite Sedanaise.
Ungeachtet des durchaus als ansehnlich charakterisierbaren Imprimerie-Auftrags geriet Jannon vier Jahre später – 1644 – in den Fokus staatlicher Repression. In deren Zug wurden seine Werkstätten in Paris und Caen durchsucht und möglicherweise auch Inventar-Teile beschlagnahmt. Der Verdacht der Behörden: der Protestant Jannon habe verbotenes Material gedruckt. Möglicher Hintergrund der erfolgten Repressalien war der (kurzzeitige) Kriegszustand, in dem sich Frankreich mit dem Fürstentum Sedan befand. Jannons Schrift, die Caractères de l'Université, verblieb im Bestand der Imprimerie Royale. Bereits 1642, also noch vor den Repressalien, war ein Text von Kardinal Richelieu in ihr gesetzt worden.
Nach den durchwachsenen bis eher unliebsamen Erfahrungen in der französischen Hauptstadt zog Jannon zurück nach Sedan. Dort übte er bis zu seinem Tod 1658 das Druck- und Schriftgießerei-Handwerk weiter aus. Die Druckerei wurde den Quellen zufolge zunächst weiterbetrieben, die Schriftgießerei hingegen im Jahr 1664 aufgegeben. Weitere Angaben darüber, wer die Gießerei eventuell übernommen hat oder in welche Hände das Inventar in der Folge geriet, lassen sich nicht eindeutig verifizieren und sind entsprechend vager Natur.

## Schriften und Bedeutung

### Jannons Bedeutung als Schriftentwerfer

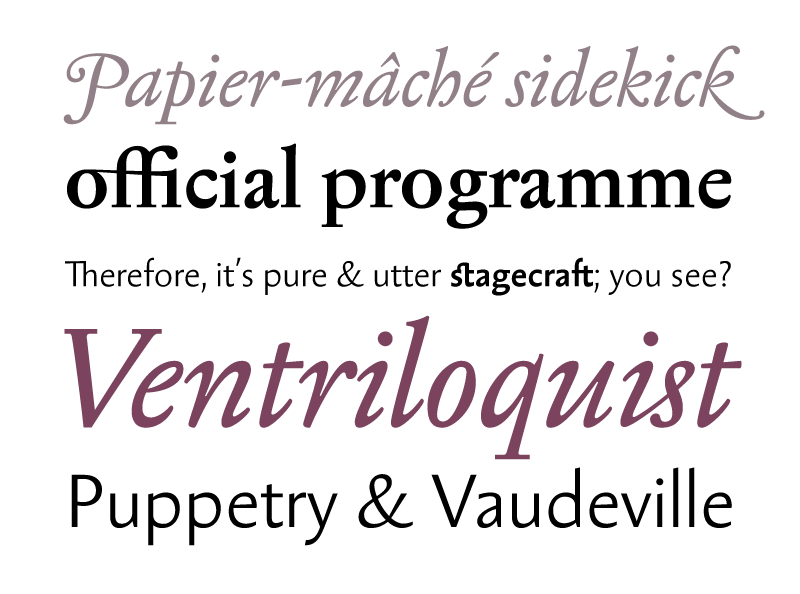
Schriftmuster der 1997 begonnenen Jannon Pro von František Štorm

Als wesentliche Schrift von Jean Jannon gilt seine 1641 im Auftrag der Imprimerie Royale erstellte Caractères de l’Université. Sie basierte auf Jannons 25 Jahre zuvor begonnener Petite Sedanaise. Prototyp wie Hauptschrift standen in der Tradition der französischen Schriften aus der ersten Hälfte des 16. Jahrhunderts – speziell denjenigen von Claude Garamond, die seinerzeit allgemein als die vollkommenste Ausprägung der Antiqua angesehen wurden. Nichtsdestotrotz unterscheidet sich Jannons Schrift in einigen formalen Merkmalen. Einige Zeichen sind großzügiger angelegt; die Strichkontraste fallen ausgeprägter aus als bei den Garamond-Schriften. Bei der Kursiven fällt der unterschiedlich gehaltene Neigungswinkel ins Auge.
Ob Jannons Schriften eindeutig der Renaissance-Antiqua des französischen Typs zuzuordnen sind, wird von einigen Typo-Experten und Fachhistorikern zumindest relativiert. Einige tendieren dazu, sie stilistisch an der Grenze zu den Übergangsantiquas des 17. und 18. Jahrhunderts zu verorten – wahlweise also als späte Renaissanceantiqua oder frühe Barockantiqua anzusehen. František Štorm, ein tschechischer Schriftentwerfer, hält Jannon für einen der bedeutendsten Vertreter der französischen Typografie in der ersten Hälfte des 17. Jahrhunderts. Mit der 1997 begonnenen Jannon Pro schuf Storm eine digitale Neuversion der Jannon-Schrift. Darüber hinaus basieren einige Garamond-Varianten, welche in der ersten Hälfte des 20. Jahrhunderts entstanden, auf Jannons Originaltypen. Grund hierfür ist eine falsche Zuschreibung, welche im Endeffekt bewirkte, dass Jannon wegen dieser Verwechslung einen größeren Bekanntheitsgrad in der Fachwelt erlangte als durch seine Schriften.

### Verwechslung mit Garamond-Schriften

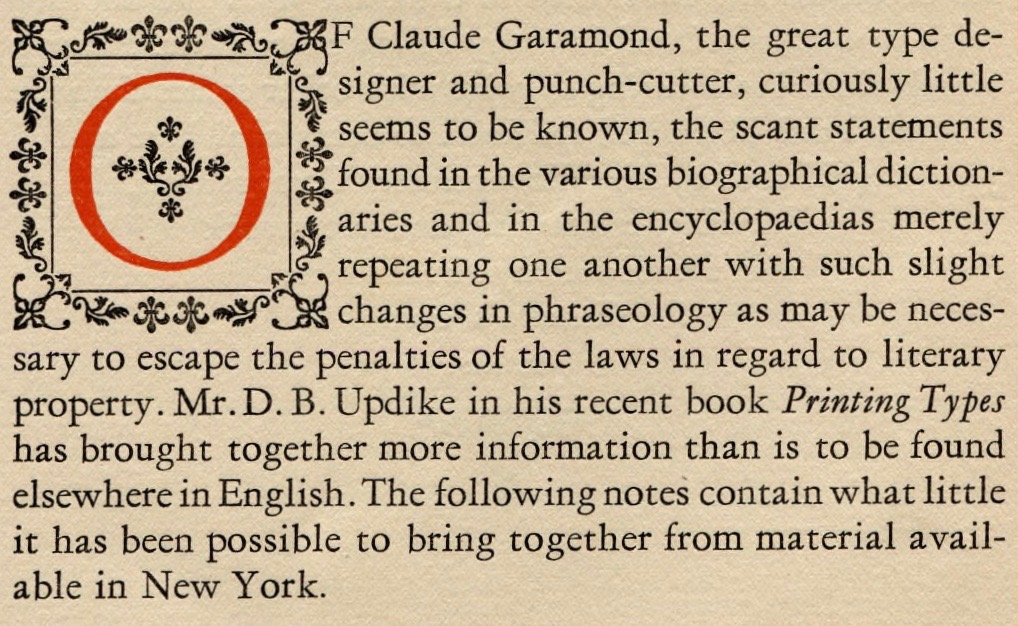
Detail der auf Jannons Schrift beruhenden Garamont von Monotype

Trotz seiner bemerkenswerten Karriere als Drucker ist Jannon vielleicht am bekanntesten für eine lang anhaltende historische Falschzuschreibung. Befördert wurde diese durch den Umstand, dass – ähnlich wie bei Claude Garamond – wesentliche Biografie-Parameter entweder unklar sind oder aber in ihrer Bedeutung unterschiedlich gewichtet werden. Unklar ist etwa, ob Jannon als protestantischem Drucker – über die Durchsuchung seiner Werkstätten sowie die Konfiszierung von Betriebsinterieur hinaus – zusätzliche Repressionen widerfahren sind: beispielsweise eine zeitweilige Inhaftierung. Aktuell verfügbare Biografieangaben sparen den Konflikt mit der französischen Obrigkeit entweder ganz aus oder legen eine zeitweilige, von der katholischen Inquisition respektive Kardinal Richelieu initiierte Haft zumindest nahe.
Umstritten ist darüber hinaus, wie weitgehend und wie lange die in Auftrag gegebene und unter der Bezeichnung Caractères de l’Université firmierende Schrift von der Imprimerie Royale genutzt wurde. Auch zu dieser Frage gibt es unterschiedliche Ansichten. Der britische Fachhistoriker James Mosley etwa wies im Zug der anhaltenden Debatte um das Ausmaß dieser Verwechslung auf den Umstand hin, dass die Caractères kaum genutzt wurde und bereits im späten 17. Jahrhundert durch eine zeitaktuellere „Romain du roi“ ersetzt wurde. Die im 19. und 20. Jahrhundert erfolgte Verwechslung von Jannon-Originalen mit Garamond-Originalen resuliere, so Mosley, im Wesentlichen aus dem Umstand, das die in der Imprimerie Royale (beziehungsweise: Nationale) eingelagerten Jannon-Typen zunächst in informeller Weise als „Garamond-Schriften“ bezeichnet und zu einem vergleichsweise späten Zeitpunkt (erstmals: 1845) als Schriften von Claude Garamond ausgewiesen wurden.
Explizit als Garamond-Schriften ausgegeben wurden die Typen Jannons anlässlich eines mehrbändigen Historienreihe-Drucks im Jahr 1911. Vorgenommen wurde diese Bezeichnung von Christian Schwartz, dem damaligen Direktor der Imprimerie Nationale. Auf der Basis dieser Originale fertigten mehrere bedeutende Schriftgießereien neue Garamond-Schriften – darunter die US-amerikanische ATF sowie die britisch-amerikanische Monotype. Aufgedeckt wurde die fälschlich erfolgte Zuschreibung von der Journalistin Beatrice Warde. Vermittels Recherchen sowie Schriftproben-Vergleiche fand sie heraus, dass die als Garamond-Schriften ausgewiesenen Typen in der Imprimerie Nationale in Wirklichkeit die historisch neueren Caractères-Typen von Jean Jannon waren.
Warde publizierte das Ergebnis ihrer Recherchen 1926 in einem aufsehenerregenden Fachaufsatz mit dem Titel The „Garamond“ Types. Vermutlich um die These zu untermauern, dass Jean Jannon ein eigenständiger Schriftenentwerfer war, veröffentlichte sie 1927 eine Schriftprobe der Petite Sedanaise von 1621. Die Auseinandersetzung um die falsche Urheberschafts-Zuschreibung der Imprimerie National hatte unter anderem zur Folge, dass später in Fabrikation gegangene Garamond-Schriften auf authentischeren Vorlagen basierten – etwa solchen im Plantin-Moretus-Museum in Antwerpen oder dem Egenolff-Berner Muster in Frankfurt am Main, dass zu Beginn des 20. Jahrhunderts entdeckt worden war.
Jean Jannons Bedeutung wird in der Fachwelt heute höher veranschlagt, als es noch vor 100 Jahren der Fall gewesen war. Nieder schlägt sich dies unter anderem in digitalen Remakes. Außer der – mittlerweile zur Schriftsippe ausgebauten – Jannon Pro von Frantisek Storm haben zwischenzeitlich weitere Fonts auf den Markt reussiert, die sich an Jannons Schriftentwürfen orientieren. Beispiel: die JJannon des Schweizer Schriftentwerfers François Rappo. Die beiden Jannon-Digitalneuauflagen von František Štorm und François Rappo sind beide mit mehreren Strichstärken sowie Kursivschnitten versehen. Die Jannon Pro enthält zusätzlich eine Display-Variante für größere Schriftgrade.